# Arsène Pigeolet

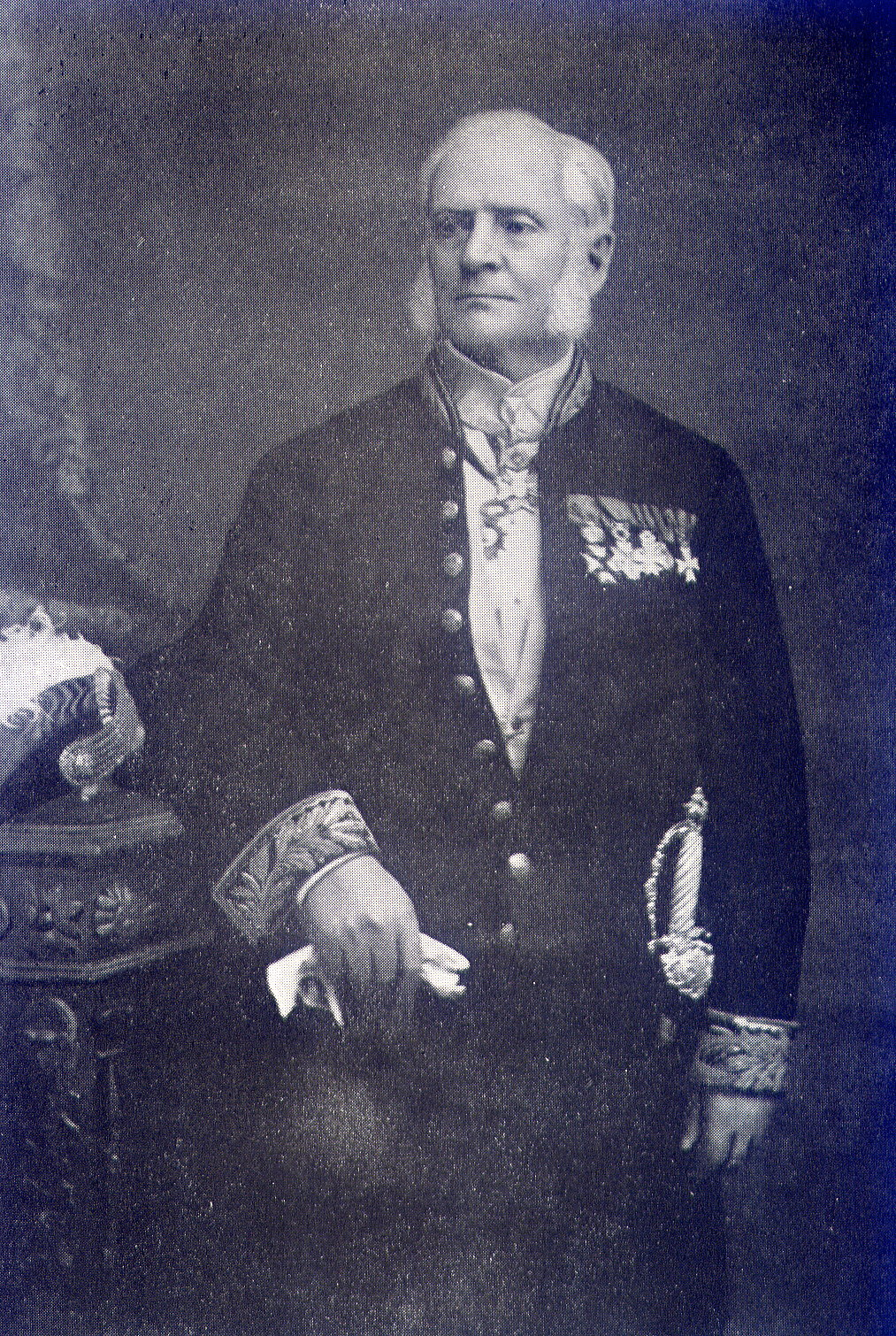
Arsène Pigeolet

Arsène Victor Auguste Pigeolet (Nijvel, 9 september 1814 – Brussel, 19 mei 1902) was een Belgisch senator.

## Levensloop
Pigeolet was de zoon van juwelier Ernest Figeolet en van Catherine Taminne. Hij trouwde met Marie-Elisabeth Evenepoel.
Hij promoveerde tot doctor in de geneeskunde (1838) en tot doctor in de chirurgie (1838) aan de ULB.
Hij vestigde zich in Brussel en werd gelijktijdig of opeenvolgend de arts en chirurg voor talrijke sociale instellingen:
- voor de armen van de parochies Sint-Goedele en Finisterrae
- voor de Brusselse Burgerwacht
- voor het Pachecogasthuis
- voor het gasthuis van de weesmeisjes
- voor het Sint-Pietershospitaal
- voor het Sint-Janshospitaal

Aan de ULB werd hij docent (1849), buitengewoon hoogleraar (1850), en gewoon hoogleraar (1855-1885).
Op het politieke terrein werd hij gemeenteraadslid voor Brussel (1872-1884). In 1878 werd hij verkozen tot liberaal senator voor het arrondissement Nijvel en vervulde dit mandaat tot in 1888.
Verder vervulde Pigeolet nog allerhande functies:
- corresponderend lid van de Société de médecine et de chirurgie in Montpellier
- lid, ondervoorzitter en voorzitter van de Koninklijke Vereniging voor geneeskundige en natuurlijke wetenschappen in Brussel
- lid van de Koninklijke Academie voor geneeskunde en chirurgie in Madrid
- lid van de Medicale Commissie voor Brussel
- lid en voorzitter van de Koninklijke Academie voor geneeskunde in België
- rector en lid van de beheerraad van de ULB
- ondervoorzitter van de Société médicale belge
- voorzitter van de vereniging voor openbare gezondheid in Parijs
- voorzitter voor Brabant van de vereniging voor openbare gezondheid in België
- erelid van de Société pour l'avancement des sciences naturelles, de la médecine et de la chirurgie (Amsterdam)
- lid van de Farmaceutische Vereniging van Antwerpen
- lid van de toezichtsraad op de veeartsenijschool van Kuregem
- voorzitter van de faculteit geneeskunde van de ULB